# Zbigniew Abrahamowicz
Zbigniew Abrahamowicz (ur. 2 października 1938 w Chodorowie koło Lwowa, zm. 14 sierpnia 1990 w Szczecinie) – polski architekt związany ze Szczecinem, twórca projektu Teatru Letniego oraz projektów wielu kościołów, obiektów kultury, oświaty i służby zdrowia, lokali gastronomicznych, założyciel regionalnej szkoły budownictwa domów jednorodzinnych. 

## Życiorys
Urodził się niedługo przed wybuchem II wojny światowej w okolicach Lwowa. Po wojnie skończył studia na Wydziale Architektury Politechniki Gdańskiej (1964). Przez 25 lat pracował w Wydziale Architektury Urzędu Miejskiego w Szczecinie. Zajmował się projektowaniem kierunków odbudowy i rozbudowy miasta, z troską o zgodność z przedwojenną koncepcją miasta-ogrodu – z zachowaniem jak największych obszarów
zieleni w Śródmieściu i dużych dzielnic willowych, takich jak Pogodno lub Głębokie (od roku 2008 miasto jest promowane jako „Floating Garden” – pływający ogród). 
Zaprojektował "Aleję Fontann" - zlokalizowany na pasie między jezdniami i okolony rzędami lip, zespół naprzemiennie położonych fontann, zieleńców i miejsc pod pawilony kawiarniane. Aleja Fontann powstała w Szczecinie w 1974, na odcinku al. Jedności Narodowej (obecnie al. Papieża Jana Pawła II) pomiędzy pl. Lotników, a pl. Grunwaldzkim.
W późniejszych latach Zbigniew Abrahamowicz projektował obiekty – w tym kościoły – o nowoczesnej architekturze, wkomponowane w otoczenie o stylu historycznym. Charakterystycznym przykładem jest kościół Parafii Świętego Krzyża przy ul. Wieniawskiego. Jest to pierwszy z nowych kościołów wybudowanych w powojennym Szczecinie. Żelbetowa konstrukcja o nowatorskiej formie została wkomponowana w tło poniemieckiej dzielnicy willowej. Historyk sztuki, dr Maria Łopuch, uczestnicząca w plebiscycie Stowarzyszenia Architektów Polskich i Gazety Wyborczej „Skarby Szczecińskiej Architektury”, zaproponowała uznanie tego kościoła za jeden z takich skarbów pisząc, że jest to najbardziej monumentalna budowla projektu Zbigniewa Abrahamowicza w Szczecinie i świetne połączenie nowej i zabytkowej architektury. 
Na harmonię innej budowli projektu Zbigniewa Abrahamowicza z otoczeniem przyrodniczym – Parkiem Kasprowicza – zwróciła uwagę inna uczestniczka plebiscytu, Helena Freino, urbanistka z Zakładu Urbanistyki, Planowania Regionalnego i Zarządzania ZUT. Za jeden ze „Skarbów Szczecińskiej Architektury” zaproponowała uznać Teatr Letni.
Zbigniew Abrahamowicz stworzył też regionalną szkołę budowy domów jednorodzinnych. Był doradcą wielu młodych projektantów, kształtujących nowy estetyczny ład miasta.
Członek Stowarzyszenia Architektów Polskich.

## Wybrane projekty[1]
- "Aleja Fontann'' na al. Papieża Jana Pawła II
- Teatr Letni w Szczecinie w Parku Kasprowicza[11],
- kościół Parafii Świętego Krzyża[6],
- kościoły o nowoczesnej architekturze na Głębokim (Szczecin) i w Rewalu[12],
- monument na dawnym cmentarzu żydowskim (ul. Ojca Beyzyma, Gorkiego, Soplicy)[13],
- karczma „U Anny” (1979–1980), Kliniska Wielkie[14],
- karczma „Czarny Bawół” k. Starego Czarnowa nad jeziorem Będgoszcz
- liczne wille i domy jednorodzinne np. przy al. Wojska Polskiego 211a, przy ul. Chełmońskiego, Korfantego, Wyspiańskiego[15].